# جيريمياه إس. بيكون
جيريمياه إس. بيكون هو شخصية أعمال وسياسي أمريكي، ولد في 16 سبتمبر 1858، وتوفي في 3 أغسطس 1939. نشط حزبياً في الحزب الديمقراطي. وقد انتخب عضو مجلس نواب لويزيانا ‏.